# رسول فلاحتی
رسول فلاحتی گیلانی (زاده ۱۳۴۲ در صومعه‌سرا) روحانی شیعه ایرانی، امام جمعه رشت و نماینده رهبری در استان گیلان است. فلاحتی همچنین نماینده استان گیلان در مجلس خبرگان رهبری است. وی پس از استعفای زین‌العابدین قربانی، طی حکمی از سوی رهبر جمهوری اسلامی، در ۱۴ فروردین ۱۳۹۷ به این سمت منصوب گردید.
وی از استادان درس خارج فقه و اصول حوزه علمیه گیلان و قم است. او برای مدت کوتاهی به‌عنوان مدیر حوزه علمیه گیلان نیز منصوب‌ شده بود.

## تحصیلات
وی تحصیلات تا اول دبیرستان را در شهر رشت خوانده و در سال ۱۳۵۸ وارد حوزه قم شده و همزمان تحصیلات تا دوم متوسطه را ادامه داده‌است. وی پس از طی دروس مقدماتی دروس در مدرسه امام صادق شرح لمعه را نزد وجدانی فخر، اشتهاردی وحسین شب‌زنده‌دار و اصول فقه را از صالحی فراگرفته است. سپس رسائل را از مصطفی اعتمادی تبریزی و مکاسب را از  محمودصلواتی، بنی فضل و دوزدوزانی استفاده کرده و کفایه جلد اول را از دوزدوزانی، میرزا جوادتبریزی و جلد دوم را از ستوده فراگرفته، فلسفه را ازعبدالله جوادی آملی و یحیی انصاری شیرازی استفاده کرده و درس خارج فقه و اصول را از  محمدفاضل لنکرانی، عبدالله جوادی آملی، ناصرمکارم شیرازی ومحمد تقی بهجت فراگرفته است.

## تدریس
فلاحتی همچنین از سال ۱۳۶۵ به تدریس سطوح درسی حوزه مانند شرح لمعه و رسائل و مکاسب و کفایه مشغول بوده و به صورت خصوصی بدایه الحکمه و نهایه الحکمه علامه طباطبایی را تدریس کرده و هم‌اکنون نیز مشغول تدریس سه کتاب رسائل، مکاسب و کفایه است.

## تالیفات
1. معنویت در حج، ۱۳۷۴، چاپ شده، زبان فارسی.
2. نور الفقه، ۱۳۷۵، چاپ شده، زبان عربی. (ایشان حدود سه سال نیز در مرکز فقهی ائمه اطهار (ع) زیر نظر آیت الله فاضل لنکرانی کار پژوهشی تخصصی مشغول بود و مباحثی پیرامون مسائل مستحدثه حج را تنظیم کرد و حاصل آن، همین کتاب شد.)
3. تقریر مباحث خارج فقه، چاپ نشده، زبان عربی.
4. تقریر مباحث خارج اصول، چاپ نشده، زبان عربی.